# Чемпионат мира по легкоатлетическим эстафетам 2024
Легкоатлетический турнир «Всемирные эстафеты» 2024 года прошёл 4—5 мая на стадионе имени Томаса Робинсона в Нассау, столице Багамских Островов. Были разыграны 5 комплектов медалей.
Очередные «Всемирные эстафеты» должны были пройти в мае 2023 года в китайском Гуанчжоу, однако в связи с пандемией COVID-19 и коронавирусными ограничениями соревнования были перенесены на 2025 год.
Право проведения турнира 2024 года было доверено Нассау в ноябре 2022 года на Совете World Athletics. Столица Багамских Островов принимала сильнейшие эстафетные команды в четвёртый раз в истории (ранее здесь состоялись три первых чемпионата).
На старт каждой эстафеты допускались 32 лучших сборных по результатам, показанным в течение квалификационного периода.

## Изменения в программе соревнований
По сравнению с предыдущими турнирами, из программы были исключены все неолимпийские дисциплины. В расписании остались только 5 эстафет, в которых будут разыграны медали на Играх 2024 года: 4×100 метров (мужчины, женщины) и 4×400 метров (мужчины, женщины, смешанная).

## Олимпийская квалификация
Соревнования в Нассау являлись главным этапом отбора легкоатлетических эстафетных команд на Олимпийские игры 2024 года. По итогам турнира в каждой из дисциплин стали известны 14 из 16 сборных, отобравшихся в Париж. Оставшиеся 2 места распределялись в соответствии с результатами, показанными в ходе квалификационного периода (с 31 декабря 2022 года по 30 июня 2024 года).
Во всех эстафетах команды были поделены на 4 предварительных забега — место в финале и на Играх получали по 2 сильнейшие команды из каждого. Неудачники отбора имели ещё один шанс: во втором раунде квалификации были организованы по 3 утешительных забега, в которых олимпийские путёвки вновь выигрывали по 2 сильнейшие сборные. В свою очередь, финалисты боролись за медали турнира, призовые деньги (до 40 000 долларов за первое место) и лучшие места при жеребьёвке беговых дорожек на Олимпийских играх.
Для участия в турнире были заявлены 893 легкоатлета из 54 стран.

## Итоги соревнований
Сборная США в очередной раз подтвердила статус сильнейшей на «Всемирных эстафетах», выиграв 4 вида из 5. В двух из них американские спринтеры установили новые рекорды соревнований (4×100 метров у женщин и смешанная эстафета 4×400 метров). Особо отличилась Габриэль Томас, ставшая двукратной чемпионкой турнира. Через 20 минут после победы в эстафете 4×100 метров она вышла на старт эстафеты 4×400 метров, где на своём этапе показала лучший результат среди участниц команды США — 49.58.
Американцы не выиграли лишь мужскую эстафету 4×400 метров. Более того, в ней они не отобрались в финал, так как были дисквалифицированы за нарушение при передаче эстафетной палочки в предварительном забеге. Отсутствием американцев воспользовались бегуны из Ботсваны — единственные, кто пробежал в финале быстрее 3 минут. В утешительном забеге этот рубеж также разменяла сборная США (2:59.95), что позволило ей пройти олимпийскую квалификацию.
По итогам соревнований в Нассау лишь 2 страны отобрались на Олимпийские игры во всех 5 эстафетах — США и Великобритания. По 4 путёвки завоевали Франция, Германия, Италия, Ямайка, Нигерия и Польша. Традиционно сильные ямайские спринтеры в Нассау вышли лишь в один финал (4×100 метров у мужчин с худшим временем среди всех финалистов), но в утешительных забегах добрали олимпийские лицензии в 3 эстафетах из 4 остававшихся.

## Призёры
Сокращения: WR — мировой рекорд | AR — рекорд континента | NR — национальный рекорд | CR — рекорд соревнований

Курсивом выделены участники, выступавшие за эстафетные команды только в предварительных забегах

### Мужчины
| Дисциплина       | Золото                                                                                      | Золото  | Серебро                                                                           | Серебро | Бронза                                                                      | Бронза  |
| ---------------- | ------------------------------------------------------------------------------------------- | ------- | --------------------------------------------------------------------------------- | ------- | --------------------------------------------------------------------------- | ------- |
| Эстафета 4×100 м | США · Кортни Линдси · Кеннет Беднарек · Кайри Кинг · Ноа Лайлс                              | 37.40   | Канада · Брендон Родни · Андре Де Грасс · Аарон Браун · Джером Блейк              | 37.89   | Франция · Микаэль-Меба Зезе · Джефф Эрьюс · Пабло Матео · Эмерик Приам      | 38.44   |
| Эстафета 4×400 м | Ботсвана · Бусанг Кебинатшипи · Летсиле Тебого · Леунго Скотч · Баяпо Ндори · Айзек Маквала | 2:59.11 | ЮАР · Гардео Айзекс · Закити Нене · Антони Нортье · Лите Пиллай · Уэйд ван Никерк | 3:00.75 | Бельгия · Дилан Борле · Робин Вандербемден · Александр Дум · Джонатан Сакур | 3:01.16 |

### Женщины
| Дисциплина       | Золото                                                                            | Золото   | Серебро | Серебро | Бронза | Бронза  |
| ---------------- | --------------------------------------------------------------------------------- | -------- | --- | ------- | --- | ------- |
| Эстафета 4×100 м | США · Тамари Дэвис · Габриэль Томас · Селера Барнс · Мелисса Джефферсон           | 41.85 CR | Франция · Хлоэ Гале · Жемима Жозеф · Элен Паризо · Маллори Леконт · Орланн Ольер                                                      | 42.75   | Великобритания · Элисон Белл · Эми Хант · Бьянка Уильямс · Алия Сиббонс · Аша Филип · Имани-Лара Лансиквот | 42.80   |
| Эстафета 4×400 м | США · Куанера Хейз · Габриэль Томас · Бэйли Лир · Алексис Холмс · На’Аша Робинсон | 3:21.70  | Польша · Марика Попович-Драпала · Ига Баумгарт-Витан · Юстина Свенти-Эрсетиц · Наталья Качмарек · Кинга Гацкая · Алиция Врона-Кутшепа | 3:24.71 | Канада · Зои Шерар · Айянна Стиверн · Алисса Марш · Кайра Константин                                       | 3:25.17 |

### Смешанная эстафета
| Дисциплина       | Золото | Золото     | Серебро                                                                                | Серебро | Бронза                                                                                | Бронза     |
| ---------------- | --- | ---------- | -------------------------------------------------------------------------------------- | ------- | ------------------------------------------------------------------------------------- | ---------- |
| Эстафета 4×400 м | США · Мэттью Болинг (м) · Линна Ирби-Джексон (ж) · Уиллингтон Райт (м) · Кендалл Эллис (ж) · Райан Уилли (м) | 3:10.73 CR | Нидерланды · Исайя Бурс (м) · Лике Клавер (ж) · Исайя Клейн-Иккинк (м) · Фемке Бол (м) | 3:11.45 | Ирландия · Киллин Грин (м) · Расидат Аделеке (ж) · Томас Барр (м) · Шарлен Модсли (ж) | 3:11.53 NR |